# Tōbu série 100
La série 100 (100系, 100-kei) est un type de rame automotrice exploitée par l'opérateur ferroviaire privé Tōbu au Japon depuis 1990.

## Description
Les 9 rames de la série 100 sont construites par Alna Kōki et Tokyu Car Corporation. Elles comportent 6 voitures.
Les rames sont appelées Spacia en référence au mot anglais "space" (espace). 

## Histoire
Les premiers exemplaires sont entrés en service en juin 1990.
Le modèle est récompensé d'un Blue Ribbon Award en 1991.
Depuis 2023, les rames sont progressivement remplacées par les rames série N100 SpaciaX et série 500.

## Services
Les rames circulent sur les services limited express Kegon entre Asakusa et Tōbu-Nikkō, Kinu entre Asakusa et  Kinugawa-onsen et Spacia Nikkō entre Shinjuku et Tōbu-Nikkō.

## Galerie photos

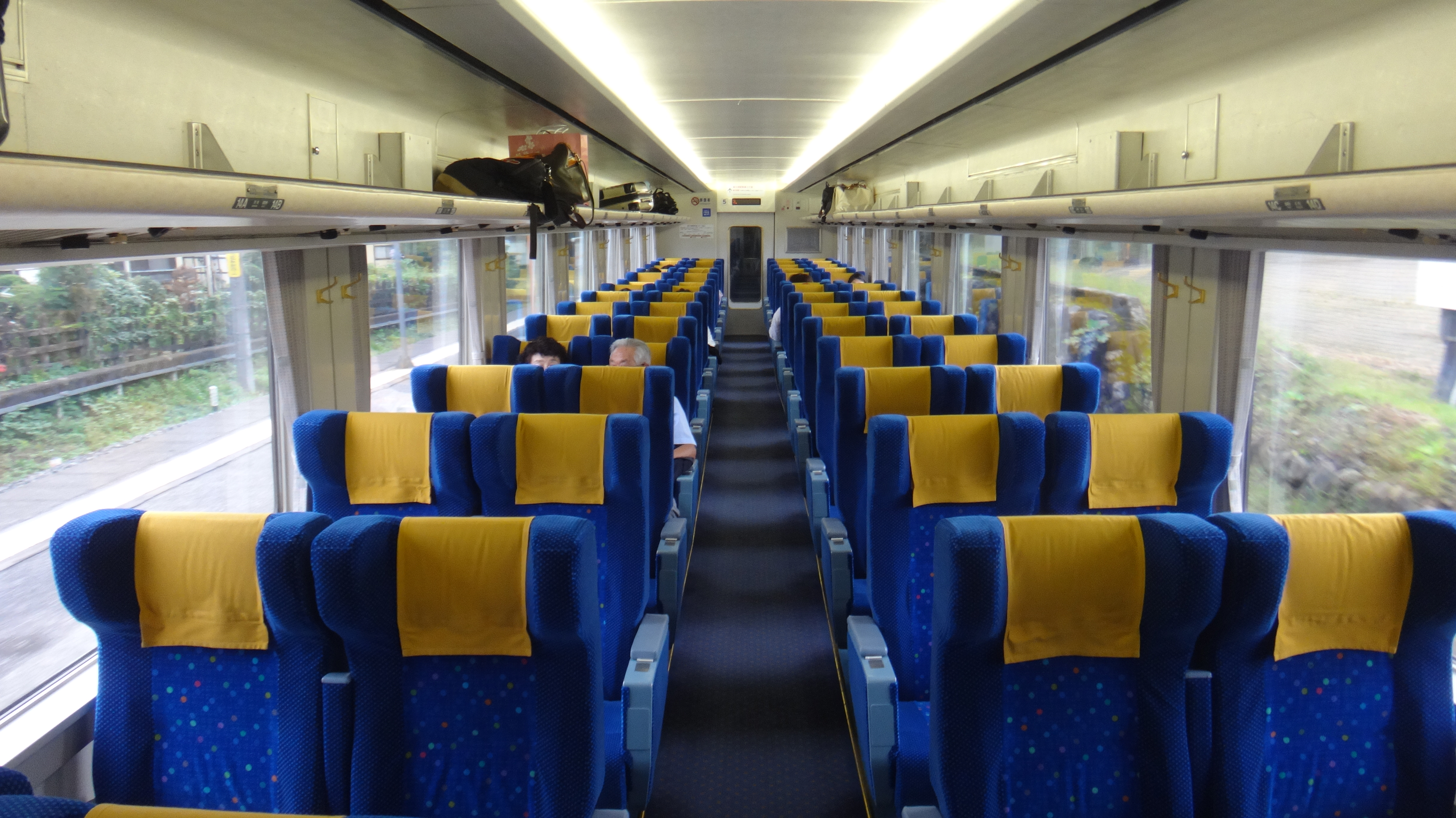
Espace voyageurs.
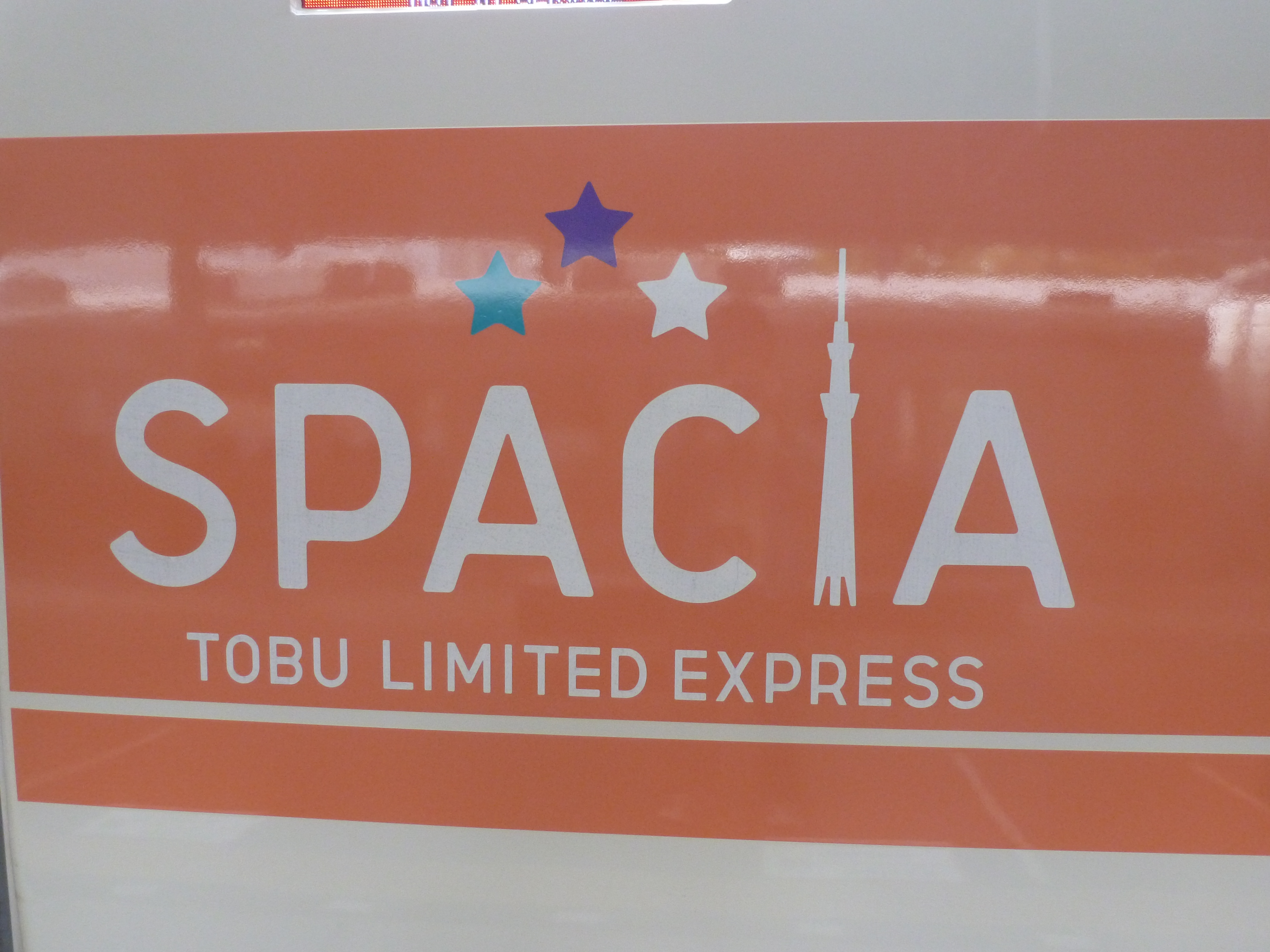
Logo Spacia